# Cynthia Myers
Cynthia Jeanette Myers (Toledo, 12 settembre 1950 – 4 novembre 2011) è stata un'attrice e modella statunitense.
È stata Playmate del mese nel dicembre 1968, e ha avuto il ruolo di protagonista in Lungo la valle delle bambole, film diretto nel 1970 da Russ Meyer.

## Biografia
La Myers apparve nuda su Playboy nel dicembre 1968, quando aveva 18 anni, ma in realtà le fotografie le furono scattate nel giugno 1968, quando aveva ancora 17 anni. Per volere della celebre rivista, le foto furono pubblicate solo al compimento dei 18 anni. Le fotografie della Myers divennero molto popolari, soprattutto tra le truppe statunitensi impegnate nella guerra del Vietnam. La sua foto sul paginone centrale di Playboy appare nel film Hamburger Hill: collina 937.
La Myers debuttò nel cinema nel 1969, interpretando un piccolo ruolo in Non si uccidono così anche i cavalli?, diretto da Sydney Pollack. Nel 1970 la Myers ebbe il ruolo di protagonista in Lungo la valle delle bambole, diretto da Russ Meyer, in cui interpretò il ruolo di Casey Anderson. Nel 1972 interpretò un ruolo nel western Molly and Lawless John, quindi si ritirò dalle scene per tornarvi nel 2004, quando prese parte al documentario Playboy: 50 Years of Playmates, mentre nel 2005 partecipò al documentario Strip de velours.

## Filmografia
- Non si uccidono così anche i cavalli? (They Shoot Horses, Don't They?) di Sydney Pollack (1969)
- Lungo la valle delle bambole (Beyond the Valley of the Dolls) di Russ Meyer (1970)
- Molly and Lawless John di Gary Nelson (1972)
- Playboy: 50 Years of Playmates (documentario) di Scott Allen (2004)
- Strip de velours (documentario) di Jean-Marc Barbieux e Christian Poveda (2005)